# Bernhard Wuolle
Kustaa Bernhard Wuolle, född 20 april 1876 i Tammerfors, död 3 november 1962, var en finländsk elektroingenjör och ämbetsman.
Bernhard Wuolle avslutade 1900 sina studier vid dåvarande Polytekniska institutet i Helsingfors och företog utländska studieresor. Han tjänstgjorde därefter vid olika företag inom elektricitetsbranschen i Finland, bland annat som chef för elektricitetsverket i Helsingfors, och kom snart att inta en framskjuten plats inom landets tekniska och ekonomiska värld. 1917–1922 var han generaldirektör för Statsjärnvägarna och från november 1918 till april 1919 kommunikationsminister i Lauri Ingmans första ministär. 1922 blev Wuolle professor i allmän maskinlära och industriell ekonomi vid Tekniska högskolan i Helsingfors.
Wuolle tilldelades 1919 Kungliga Nordstjärneorden, av graden Kommendör av första klassen och invaldes 1924 som utländsk ledamot av Kungliga Ingenjörsvetenskapsakademien i Stockholm.